# Richard Schickel

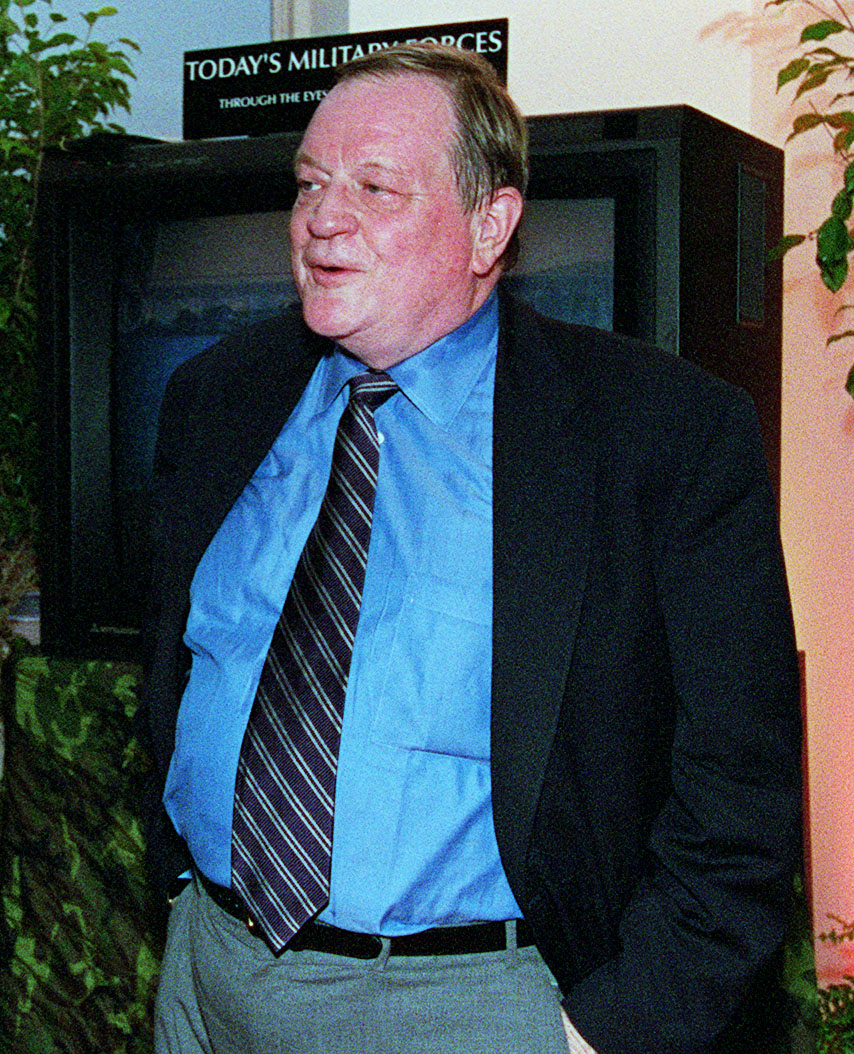
Richard Schickel

Richard Warren Schickel (* 10. Februar 1933 in Milwaukee, Wisconsin; † 18. Februar 2017 in Los Angeles, Kalifornien) war ein US-amerikanischer Schriftsteller, Dokumentarfilmer und Filmkritiker.

## Leben
Richard Schickel besuchte die Wauwatosa East High School in Wauwatosa. Er arbeitete seit Anfang der 1960er Jahre als Filmkritiker bei Life und danach von 1965 bis 2009 bei Time, schrieb aber nebenbei auch viele filmwissenschaftliche Bücher. Darüber hinaus veröffentlichte er seine Filmkritiken auch im Internet. Gemeinsam mit Richard Corliss erstellte er 2005 die Time-Auswahl der besten 100 Filme von 1923 bis 2005.
Seine Produktionsgesellschaft Lorac Productions erstellte bis zuletzt Dokumentationen über Filmgeschichte und -persönlichkeiten. Auf etlichen DVD-Ausgaben finden sich Kommentare von ihm.
Am 18. Februar 2017 erlag Schickel den Komplikationen einer Reihe von Schlaganfällen in Los Angeles.

## Werke (Auswahl)

### Bücher
- The Disney Version. The Life, Times, Art and Commerce of Walt Disney. Dee Books, Chicago, Ill. 1997, ISBN 1-566-63158-0 (EA New York 1968).
  - Disneys Welt. Zeit, Leben, Kunst und Kommerz des Walt Disney. Kadmos-Verlag, Berlin 1997, ISBN 3-931659-10-0.
- His Picture In The Papers. A Speculation on Celebrity in America Based on the Life of Douglas Fairbanks, Sr. Charterhouse Books, New York 1974, ISBN 0-88327-026-9.
- D. W. Griffith. An American Life. Simon & Schuster, New York 1984, ISBN 0-671-22596-0.
- Intimate Strangers. The Culture of Celebrity. Dee Books, Chicago, Ill. 1985, ISBN 1-566-63317-6
- Brando. A Life in Our Times. Curley Books, South Yarmoiuth, Ma. 1991, ISBN 0-7927-1240-4.
  - Marlon Brando. Tango des Lebens. Heyne, München 1994, ISBN 3-453-08384-9.
- Clint Eastwood. A Biography. Knopf, New York 1996, ISBN 0-679-42974-3.
  - Clint Eastwood. Eine Biographie. Goldmann, München 1998, ISBN 3-442-12763-7.
- Good Morning, Mr. Zip Zip Zip. Movies, Memory and World War II. Dee Books, Chicago, Ill. 2003, ISBN 1-566-63491-1.
- Elia Kazan. A Biography. HarperCollins, New York 2005, ISBN 0-06-019579-7.
- Clint. A Retrospective. Sterling Press, New York 2010, ISBN 978-1-4027-7472-0.
  - Clint Eastwood. Eine Retrospektive; „Ich bin nur ein Typ, der Filme macht“. Edel-Verlag, Hamburg 2010, ISBN 978-3-941378-58-2.
- Conversations with Scorsese. Knopf, New York 2011, ISBN 978-0-307-26840-2.
- Steven Spielberg. A retrospective. Sterling Press, New York 2012, ISBN 978-1-4027-9650-0.
  - Steven Spielberg. Seine Filme, sein Leben. Knesebeck, München 2012, ISBN 978-3-86873-421-8.
- You Must Remember This. The Warner Bros. Running Press, Philadelphia 2008, ISBN 978-0-7624-3418-3.
  - You must remember this. Die Warner-Bros.-Story. Verlag Bucher, München 2008, ISBN 978-3-7658-1734-2.

### Dokumentationen
- Charlie, The Art and Life of Charles Chaplin
- The Eastwood Factor